# Giappone nella prima guerra mondiale
Il  Giappone  partecipò alla  prima guerra mondiale (第一次世界大戦, Daiichiji Sekai Taisen) dal 1914 al 1918, come alleato della Triplice intesa, giocando un ruolo importante nelle rotte del Pacifico meridionale e dell'Indiano contro la Kaiserliche Marine. Politicamente il Giappone colse l'occasione di ampliare la propria sfera d'influenza in Cina, e di ottenere il riconoscimento di grande potenza nella geopolitica postbellica.

## Eventi del 1914

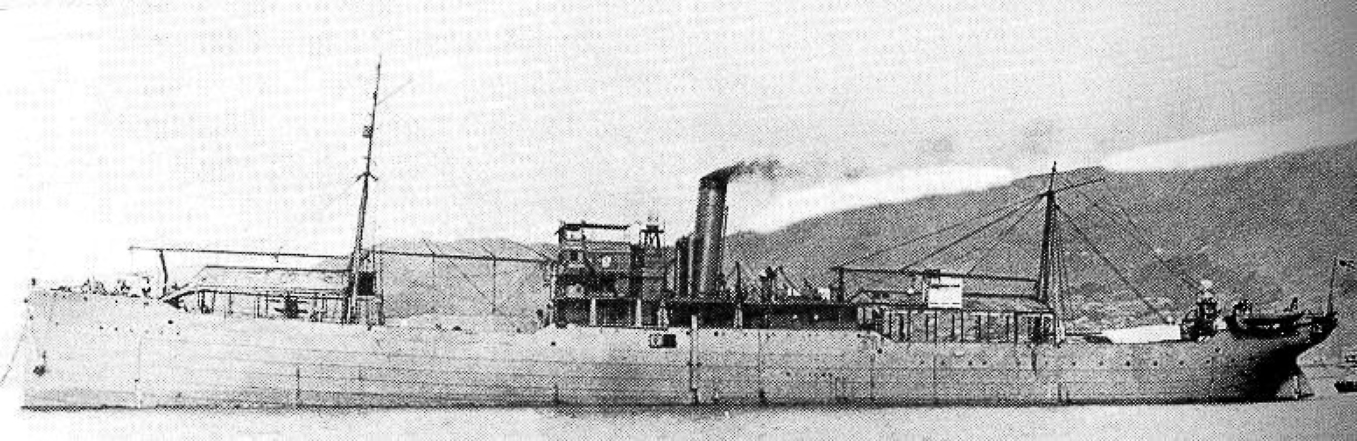
La portaerei giapponese Wakamiya

Il 7 agosto 1914 il governo giapponese ricevette da quello britannico una richiesta ufficiale di aiuto nel debellamento delle unità da guerra della Kaiserliche Marine tedesca entro e nei pressi delle acque cinesi. Il Giappone intimò un ultimatum alla Germania il 14 agosto, ma esso restò senza risposta, allora il paese asiatico dichiarò formalmente la guerra all'Impero tedesco il 23 agosto 1914.
Le forze giapponesi occuparono rapidamente l'impero coloniale tedesco in Estremo Oriente. Il 2 settembre esse sbarcarono nella provincia cinese di Shandong e assediarono le postazioni tedesche a Qingdao. Nell'ottobre seguente, con un'iniziativa virtualmente svincolata dal governo civile, la marina giapponese si impossessò di molte delle colonie insulari tedesche nel Pacifico, le Marianne, le Caroline e le Marshall, senza incontrare resistenza.
La marina imperiale guidò il primo attacco aeronavale della storia, contro obiettivi di terra in mano tedesca nella provincia di Shandong e navi ormeggiate nella baia di Qiaozhou, da una portaerei premoderna, la Wakamiya. La battaglia di Qingdao si concluse con la resa delle forze coloniali tedesche il 7 novembre.

## Eventi del 1915-1916
Nel febbraio 1915, i militari della marina giapponese di stanza a Singapore contribuirono a reprimere un ammutinamento delle truppe indiane contro il governo britannico.
Con gli alleati europei, pesantemente coinvolti nella guerra nel Vecchio Continente, il Giappone cercò di consolidare ulteriormente le proprie posizioni in Cina presentando le cosiddette Ventuno richieste al presidente cinese Yuan Shikai nel gennaio 1915. Se accolte esse avrebbero essenzialmente ridotto la Cina a un protettorato nipponico, e ciò a scapito dei numerosi privilegi già goduti dalle potenze europee nelle rispettive sfere di influenza sul paese. Di fronte alle lunghe trattative con il governo cinese, al diffuso e crescente sentimento antigiapponese e alla condanna internazionale (specialmente da parte degli Stati Uniti), il Giappone ritirò il pacchetto delle richieste finali, e il trattato fu firmato dalla Cina il 25 maggio 1915.
Nel corso del biennio 1915-1916 gli sforzi tedeschi di negoziare la pace separata con il Giappone fallirono. Il 3 luglio 1916 il Giappone e la Russia stipularono un trattato con cui si impegnavano a non firmarla, e concordavano anzi una reciproca consultazione e un'azione comune nel caso che il territorio o gli interessi di uno dei due paesi fossero minacciati da una parte esterna. Il trattato contribuì a rafforzare ulteriormente l'egemonia nipponica in Manciuria e Mongolia Interna.

## Eventi del 1917
Il 18 dicembre 1916, l'Ammiragliato britannico chiese di nuovo assistenza navale al Giappone. Due dei quattro incrociatori della Prima Squadriglia Speciale di stanza a Singapore furono inviati a Città del Capo in Sudafrica, e quattro cacciatorpediniere nel Mediterraneo, con base al largo di Malta. Il contrammiraglio Sato Kozo, sull'incrociatore Akashi, e la 10ª e 11ª unità di cacciatorpediniere (composte di otto imbarcazioni) raggiunsero Malta il 13 aprile 1917 via Colombo e Porto Said. Al termine del dislocamento questa Seconda Squadriglia Speciale assommava 17 navi: un incrociatore, 12 cacciatorpediniere, 2 cacciatorpediniere ex britannici e 2 sloop.
Essa effettuò servizio di scorta per il trasporto delle truppe e le operazioni antisottomarine. La squadriglia giapponese compì un totale di 348 sortite di scorta da Malta, proteggendo 788 navi con circa 700.000 soldati, così contribuendo in modo significativo allo sforzo bellico. Altre 7.075 persone furono recuperate da imbarcazioni in avaria e affondate. In cambio di tale assistenza, la Gran Bretagna riconobbe al Giappone gli acquisti territoriali di Shandong e delle isole del Pacifico a nord dell'equatore.
Quando gli Stati Uniti entrarono in guerra, il 6 aprile 1917, americani e giapponesi si trovarono dalla stessa parte, malgrado le loro relazioni sempre più tese a causa della questione cinese e la competizione per il controllo del Pacifico. Ciò condusse al patto Lansing-Ishii, per l'alleggerimento della tensione, il 2 novembre 1917.

## Eventi del 1918
Nel 1918, il Giappone continuò a estendere la propria influenza e i propri privilegi in Cina grazie al supporto finanziario fornito dai mutui Nishihara. Dopo il collasso dell'Impero russo nella Rivoluzione d'ottobre, nel 1918 il Giappone e gli Stati Uniti spedirono forze in Siberia per sostenere il capo dell'Armata Bianca, ammiraglio Aleksandr Kolčak, contro l'Armata Rossa bolscevica. Nell'intervento in Siberia, l'esercito imperiale giapponese previde inizialmente l'invio di oltre 70.000 uomini per occupare la regione fino al limite estremo occidentale del lago Bajkal. Il piano fu ridimensionato considerevolmente a causa dell'opposizione degli Stati Uniti.
Verso la fine della guerra sempre più spesso il Giappone eseguì forniture di materiale bellico per i suoi alleati europei. Il boom economico di guerra contribuì a specializzare l'industria del paese, ad aumentare le esportazioni e a trasformare il Giappone, per la prima volta, da nazione debitrice in creditrice. Le esportazioni dal 1913 al 1918 quadruplicarono. Il massiccio afflusso di capitale e la conseguente espansione industriale condussero però a una rapida inflazione. Ciò provocò lo scoppio nell'agosto 1918 della Rivolta del Riso nelle città di tutto il paese.

## Eventi del 1919

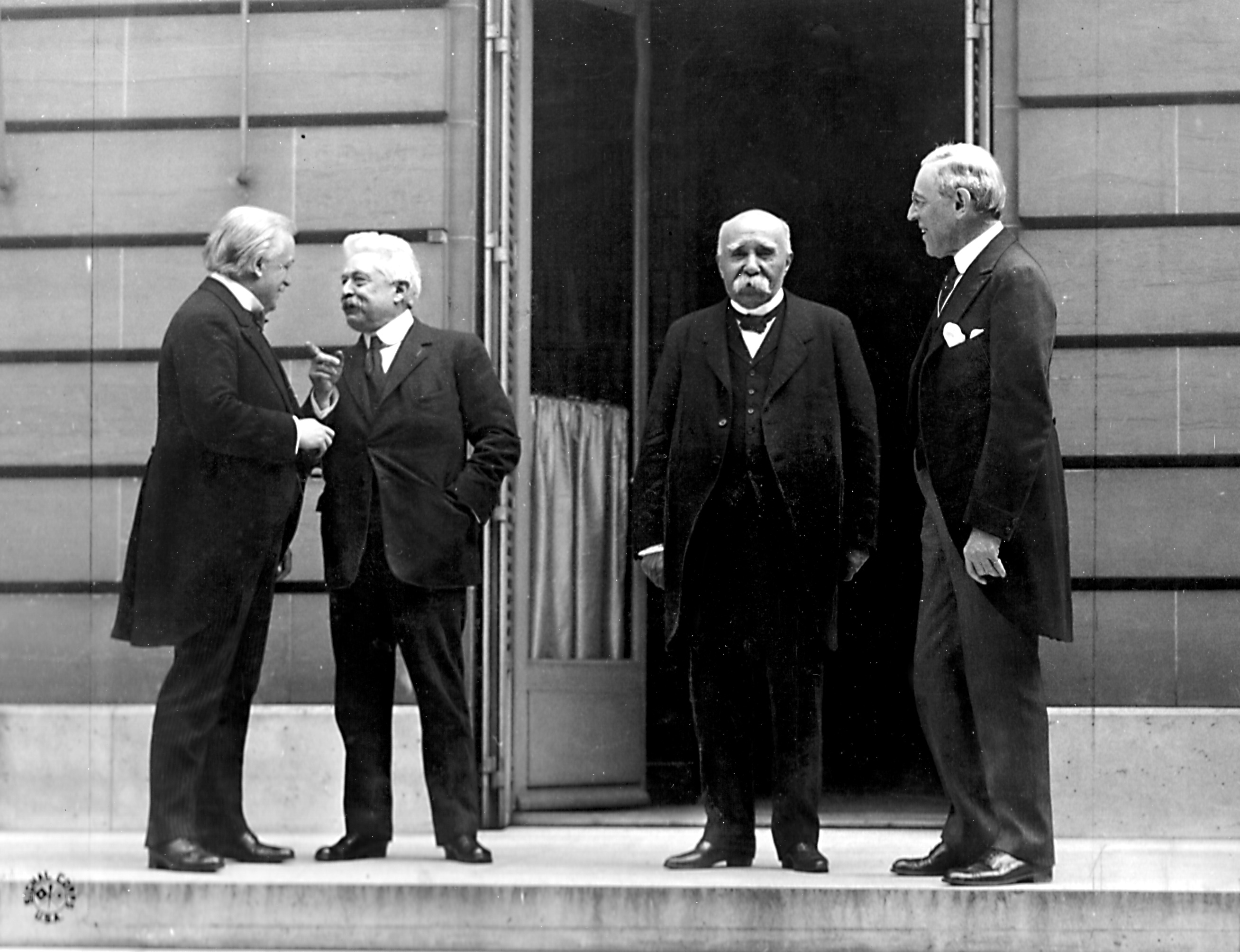
I grandi di Versailles: da sinistra Lloyd George, Orlando, Clemenceau e Wilson

L'anno 1919 vide il Giappone sedere al fianco dei Quattro Grandi (David Lloyd George, Vittorio Emanuele Orlando, Woodrow Wilson e Georges Clemenceau) della Conferenza di pace di Versailles. A Tokyo fu garantito un seggio permanente al Consiglio della Società delle Nazioni, e la successiva Conferenza di Parigi confermò la cessione al Giappone dei possedimenti tedeschi di Shandong. Analogamente, le isole ex tedesche del Pacifico furono poste sotto mandato giapponese. Nonostante il ruolo relativamente marginale del Giappone nella prima guerra mondiale (e il rifiuto delle potenze occidentali di accettare la sua proposta di una clausola di uguaglianza razziale nel trattato di Versailles), alla chiusura delle ostilità il paese asiatico era emerso come una grande potenza nella politica internazionale.
La prosperità apportata dalla guerra, però, non durò. Sebbene l'industria leggera si fosse assicurata una fetta del mercato mondiale, il Giappone tornò ad essere una nazione debitrice poco dopo la conclusione del conflitto. La facile vittoria, l'impatto negativo della recessione del periodo Shōwa nel 1926, e le instabilità politiche interne contribuirono all'ascesa del militarismo giapponese nei tardi anni venti e negli anni trenta.